# 班代拉
班代拉是巴西米纳斯吉拉斯州的一个市镇。总面积484.68平方公里，总人口5337人，人口密度11人/平方公里。该地经济以畜牧业、种植业为主。